# Gloria Giachi
Gloria Giachi (Poggibonsi, 15 ottobre 1991) è una pallanuotista italiana, di ruolo centrovasca.

## Carriera

### Club
Inizia la sua carriera pallanuotistica all'AN Certaldo, partecipando nella stagione 2003-2004 al campionato "esordienti" a squadre miste. Nel 2005 passa alla Fiorentina Waterpolo, militante nel campionato di Serie A2, mentre l'anno successivo debutta, sempre con la stessa calottina, in massima serie.
Nella stagione 2007-2008, non trovando spazio, viene mandata in prestito alla Rari Nantes Florentia, dove disputa due stagioni prima di tornare alla Fiorentina. Nelle stagioni successive giocherà anche con Prato e SIS Roma, prima di fare ritorno alla R.N. Florentia nel 2018. Nel 2022 si trasferisce invece agli UWA Torpedoes, formazione militante nel campionato australiano.

### Nazionale
Nel 2008 ha partecipato con la nazionale italiana under-17 ai campionati europei di categoria a Győr, in Ungheria, conquistando il titolo.